# Maison au 8, impasse Leopold à Neuwiller-lès-Saverne
La maison au 8, impasse Leopold est un monument historique situé à Neuwiller-lès-Saverne, dans le département français du Bas-Rhin.

## Localisation
Ce bâtiment est situé au 8, impasse Leopold (anciennement 105) à Neuwiller-lès-Saverne.

## Historique
L'édifice fait l'objet d'une inscription au titre des monuments historiques depuis 1934.

## Architecture

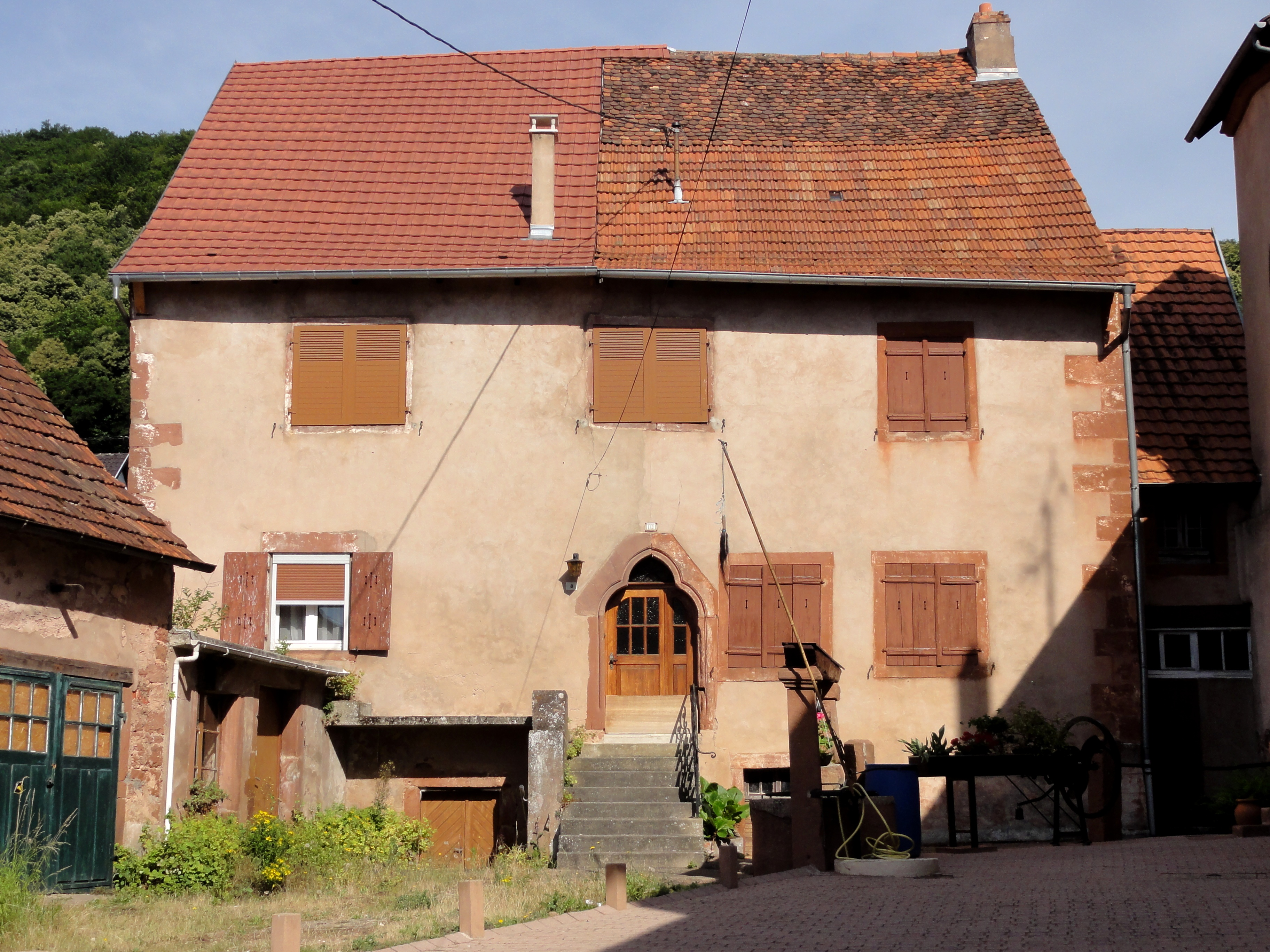
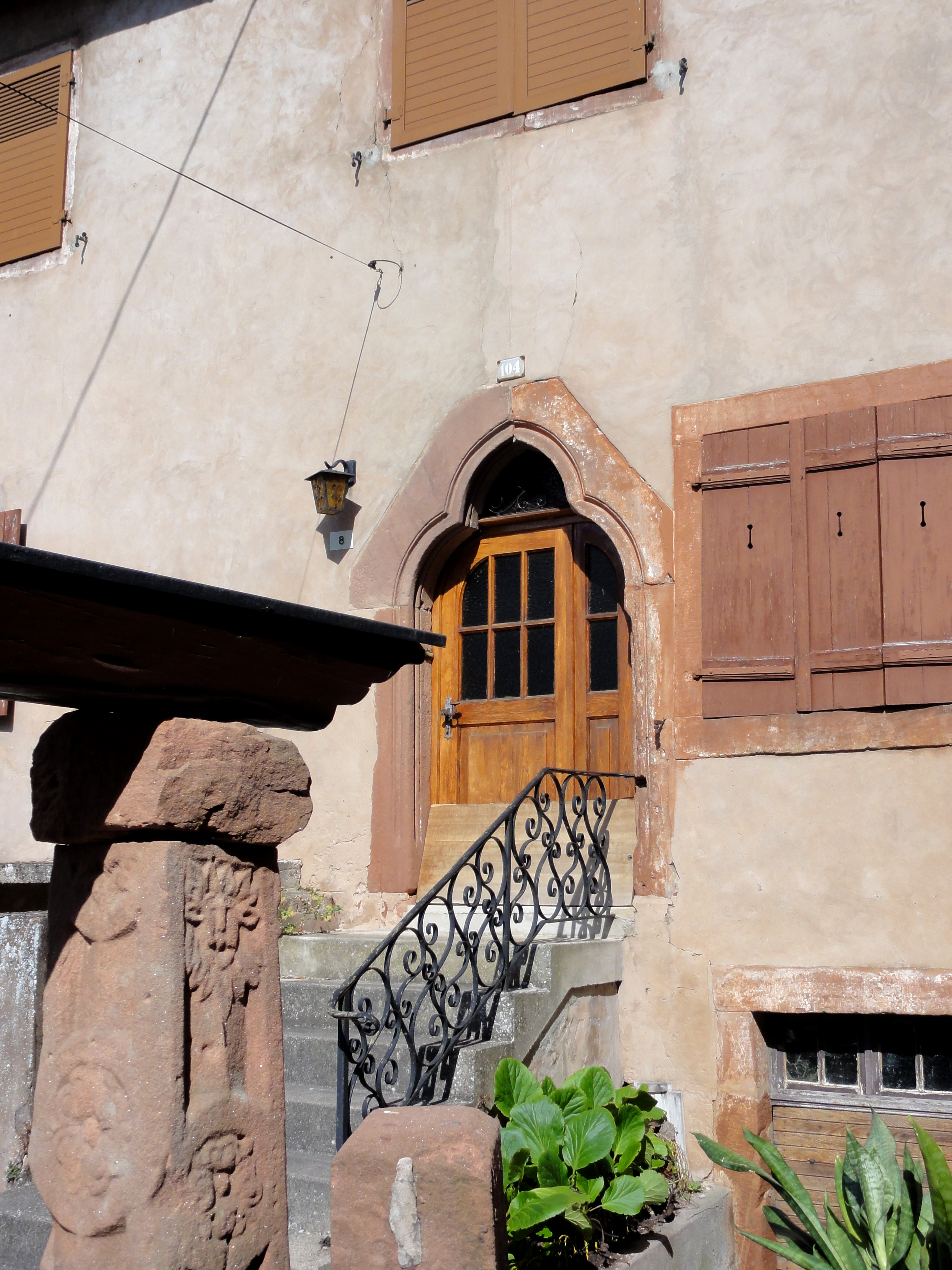